# 4237 Raushenbakh
4237 Raushenbakh је астероид главног астероидног појаса са средњом удаљеношћу од Сунца која износи 2,645 астрономских јединица (АЈ).
Апсолутна магнитуда астероида је 13,0.